# Konfirmační zkreslení
Konfirmační zkreslení (někdy též potvrzovací zkreslení, z anglického confirmation bias) je sociálně-psychologický pojem, který popisuje tendenci člověka upřednostňovat ty informace, interpretace a vzpomínky, které podporují jeho vlastní názor, a naopak ignorovat nebo podceňovat ty, které jsou v rozporu s jeho přesvědčením nebo pohledem na věc. Dále tendence vykládat nejednoznačné informace tak, aby byly v souladu s názorem toho, kdo je posuzuje (subjektivní pravděpodobnost). Je to druh kognitivního zkreslení a častý důvod chybného uvažování. K takovému zkreslení dochází i u abstraktních záležitostí, které nevyžadují názor. Účinek potvrzovacího zkreslení je silnější u emočně podbarvených záležitostí a u silně zakořeněných názorů. Potvrzovací zkreslení se vztahuje i na paměť (člověk si lépe pamatuje to, co je v souladu s jeho názory) a na oblibu ostatních lidí a informačních zdrojů (člověk upřednostňuje ty, kteří/které podporují jeho přesvědčení).
Pokud jsme si na něco udělali názor a bezmezně tomu věříme, bezděky vyhledáváme informace, které tento názor potvrzují. Konfirmační zkreslení je tedy také tendence vyhledávat fakta, která potvrzují náš názor.
David McRaney například poznamenává: „Vaše názory jsou výsledkem mnoha let, kdy jste pozornost věnovali pouze informacím, které vás utvrzovaly ve vašem přesvědčení, a zároveň zcela ignorovali ty, které nabourávaly vaše předem vytvořené dojmy a představy.“
Příkladem může být nákupní chování občanů USA na Amazonu v době před prezidentskými volbami v roce 2008. Badatel Valdis Krebs zjistil, že lidé, kteří již byli rozhodnuti podporovat Obamu, nakupovali knihy, ve kterých se Obama ukazoval v pozitivním světle. Lidé, kteří však byli odpůrci Obamy, naopak kupovali knihy, které jej představovaly v negativním světle. Lidé si tedy kupovali knihy, které potvrzovaly jejich stávající názor.
Tendenci lidí favorizovat své stávající názory dokázaly psychologické experimenty[které?] v 60. letech 20. století. Pozdější výzkum ukázal, že je to způsobeno i tendencí lidí testovat ideje jednostranně, tedy soustředit se jen na jednu možnost a ignorovat alternativy, což je může vést k nesprávným závěrům. Další možná vysvětlení potvrzovacího zkreslení zahrnují omezenost lidské schopnosti zpracovávat informace, myšlení ve stylu „přání otcem myšlenky“ (wishful thinking) a to, že lidé započítávají jako náklad možnost, že by se mýlili, takže nepřemýšlejí nestranně.
Chybná rozhodnutí zapříčiněna konfirmačním zkreslením byla nalezena v široké škále politických, organizačních, finančních a vědeckých kontextů. Tato zkreslení přispívají k efektu nadměrné sebedůvěry v osobních přesvědčeních a mohou zanechat či posílit přesvědčení jedince navzdory protichůdným důkazům. Většina lidí žije v tzv. komnatách ozvěn (echo chamber), tedy mají přátele a známé, kteří podporují nebo opakují jejich názory. Konfirmační zkreslení vyvolává systematické chyby ve vědeckých výzkumech založených na logické indukci (postupné shromažďování dílčích poznatků). Policejní detektiv by mohl identifikovat podezřelého na samém začátku vyšetřování a poté by vyhledával jen utvrzující důkazy a vyhýbal by se těm vyvracejícím. Lékař by se také mohl předčasně zaměřit na potvrzení určité choroby na začátku diagnostického procesu a nadále by vyhledával spíše potvrzující příznaky. Na sociálních médiích je konfirmační zkreslení umocněné sociálními bublinami, či „algoritmickými úpravami“, které jedincům ukazují jen obsah, se kterým budou pravděpodobně souhlasit a protichůdné názory uživatelům nenabízí.

## Definice a kontext
Termín konfirmační zkreslení se dříve užíval jako spíše všeobecný pojem, anglický psycholog Peter Wason jej ovšem upřesnil jako „tendenci upřednostňovat informace, které odpovídají hypotéze, místo informací, které jí odporují“.
Konfirmační zkreslení jsou důsledky zpracování informací. Odlišují se od takzvaného behaviorálního potvrzovacího efektu, také známého jako sebenaplňující předpověď, u které očekávání ovlivní vlastní chování a přinese očekávaný výsledek.
Někteří psychologové termín „konfirmační zkreslení“ omezují pouze na vybranou skupinu důkazů, které potvrzují to, čemu už člověk věří, zatímco ignoruje nebo zamítá důkazy, které potvrzují jiný závěr. Jiní tento termín aplikují k tendenci více všeobecně, aby zachovali existující přesvědčení člověka, když se vyhledávají důkazy, interpretují se a vzpomíná se na ně. Konfirmační zkreslení je spíše výsledkem automatických, neúmyslných strategií než záměrného klamání.

## Studie
Konfirmačnímu zkreslení se věnovala spousta psychologů a vědců. Princip byl vždy víceméně stejný. Výzkumníci předložili skupině lidí falešné studie a sledovali, jak se jejich názor změnil či nezměnil, a jak na téma nahlíželi v souvislosti s tím, jak bylo podáno.
Příklady:
- Charles G. Lord, Lee Ross, Mark R. Lepper: Biased Assimilation and Attitude Polarization: The Effects of Prior Theories on Subsequently Considered Evidence (1979)[8]
- Charles S. Tauber, Milton Lodge: Motivated Skepticism in the Evaluation of Political Beliefs (2006)[9]
- Craig A. Anderson, Mark. R. Lepper, Lee Ross: Perseverance of Social Theories: The Role of Explanation in the Persistence of Discredited Information[10]
- Wasonova selekční úloha[11]

Důsledkem potvrzovacího zkreslení je přehnaná důvěra ve vlastní názory a možnost, že člověk své názory zachová, nebo dokonce posílí, i když se setká s důkazem, který je vyvrací.

## Dopady v reálném světě

### Sociální média
Na sociálních médiích je konfirmační zkreslení umocněno sociálními bublinami, či „algoritmickými úpravami“, které uživatelům nabízí pouze informace, se kterými pravděpodobně budou souhlasit, a opačné pohledy nezobrazují. Někteří tvrdí, že právě kvůli konfirmačnímu zkreslení nemůže společnost uniknout sociálním bublinám, protože jedinci v sobě mají zakořeněné tendence hledat informace, které souhlasí s jejich hodnotami a názory. Jiní zase tvrdí, že tato kombinace podkopává demokracii – tyto „algoritmické úpravy“ údajně odstraňují různorodé názory a informace – a pokud se algoritmy sociálních bublin neodstraní, tak voliči nebudou schopni činit plně informovaná politická rozhodnutí.
Vzestup sociálních sítí značně přispěl k rapidnímu rozšíření fake news, tedy nepravdivým a zavádějícím informacím, které jsou prezentovány jako důvěryhodné zprávy ze zdánlivě spolehlivých zdrojů. Konfirmační zkreslení (výběr a výklad důkazů k potvrzení vlastních názorů) je jedna ze tří hlavních překážek, o kterých se mluví ve spojení s neúspěšným kritickým myšlením. Další dvě jsou heuristické zkratky (pokud jsou lidé přehlceni nebo pod časovým tlakem, spoléhají se na jednoduché volby, například skupinový konsenzus nebo víru v odborníka či jiný vzor) a společenské cíle (podnět od společnosti nebo nátlak vrstevníků mohou překážet objektivní analýze i dostupným faktům).
Stránky sociálních médií zvažují, ve spojitosti s šířením fake news, uchýlení se k „digitálním nudgingu“ („nudging“ lze přeložit jako „postrčení“). Aktuálně existují dvě formy nudgingu, tedy informační a prezentační. Informační nudging spočívá v tom, že sociální sítě poskytnou upozornění nebo štítek, který varuje uživatele ohledně spolehlivosti zdroje, zatímco prezentační nudging uživatelům ukazuje nové informace, které by nevyhledávali, ale představí jim názory, které mohou odhalit jejich konfirmační zkreslení.

### Věda a vědecký výzkum
Vyhledávání potvrzovacích a podpůrných (logická indukce) či vyvracejících důkazů (dedukce) je rozpoznávací prvek vědeckého myšlení.
Vědci se v průběhu dějin vědy mnohokrát bránili novým objevům tím, že si selektivně vysvětlovali informace nebo ignorovali nehodící se data. Několik studií ukazuje, že vědci mnohem příznivěji hodnotí ty studie, které informují o závěrech odpovídajících jejich předešlým názorům než ty, které odpovídají méně.
Nicméně pokud je výzkumná otázka relevantní, experimentální návrh dostatečný a data jsou jasně a pochopitelně vysvětlena, získaná empirická data by měla být pro vědeckou komunitu důležitá a nemělo by se na ně pohlížet s předsudky, nehledě na to, zda odpovídají teoretickým predikcím. V praxi se stává, že výzkumníci studiím špatně porozumí, mylně si je vyloží nebo si vůbec nepřečtou studie, které jsou v rozporu s jejich předem utvořenými úsudky, nebo je chybně odcitují a poté působí jako zdroje, které podporují jejich výroky.
Konfirmační zkreslení také mohou podporovat vědecké teorie nebo výzkumné programy tváří v tvář nedostatečným, nebo dokonce protichůdným důkazům. Jako příklad se často uvádí vědní obor parapsychologie.
Konfirmační zkreslení experimentátora může mít dopad na data, která jsou prezentována. Data, která jsou v rozporu s očekáváním experimentátora, mohou být vyřazena jako nespolehlivá, tento jev bývá označován jako „efekt složky se soubory“ (více v článku Publikační zkreslení). Vědecká školení učí způsoby, jak se předpojatosti vyhnout, aby se této tendenci zabránilo. Plánování experimentů randomizovaných řízených studií (spojených se systematickým přezkoumáním) se snaží minimalizovat zdroje předpojatosti.
Společenský proces zvaný „peer review“ (recenzní řízení) se snaží zmírnit efekt předpojatosti jednotlivých vědců navzdory tomu, že samotný proces peer review může podléhat předpojatosti. Konfirmační zkreslení může tedy mít neblahý vliv na objektivní hodnocení, které souvisí s nevyhovujícími výsledky, jelikož předpojatí jednotlivci mohou opačné názory považovat za slabé a nezatěžovat se jimi. Vědečtí inovátoři se často setkávají s nesouhlasem od vědecké komunity a výzkum, který ukazuje kontroverzní výsledky, často dostává ostrý peer review.

### Finance
Konfirmační zkreslení může navést investory k přehnanému sebevědomí, při kterém budou ignorovat důkazy, že je jejich strategie ztrátová. Studie ukazují, že investoři na politických trzích s cennými papíry měli vyšší zisk, když nepodlehli předpojatosti. Účastníci, kteří si vyložili výkon kandidáta v debatě neutrálním způsobem, měli větší šanci na zisk než zaujatí účastníci. Aby se vyhnuli efektu konfirmačního zkreslení, investoři si mohou zkusit osvojit protichůdný pohled „pro ujištění“. V jedné z těchto technik si představí, že jejich investice padly a pokládají si otázky, proč se to stalo.

### Lékařství a zdraví
Kognitivní zkreslení jsou důležité proměnné pro praktické i odborné lékaře v klinickém rozhodování. Konfirmační zkreslení a heuristika dostupnosti patří mezi dvě nejdůležitější. Praktický lékař může diagnostikovat pacienta během prohlídky a dále hledat potvrzující důkazy místo vyvracejících. Tato kognitivní chyba je částečně zapříčiněna dostupností důkazů o údajné chorobě, která se vyšetřuje. Pacient se může například o dané chorobě zmínit, nebo lékař v poslední době četl o chorobě v hojně diskutovaném článku. Základem této kognitivní zkratky či heuristiky je to, že lékař neuvažuje nad více možnostmi na základě důkazů, ale předčasně se chytne jediné příčiny. Zkratky se často používají na pohotovosti, kde je potřeba dělat mnoho rozhodnutí pod časovým nátlakem. Potenciální míra selhání těchto kognitivních rozhodnutí musí být řízena osvětou o více než 30 kognitivních zkreslení, které se mohou vyskytovat, aby se mohly zavést patřičné strategie na zmírnění zkreslení. Konfirmační zkreslení také může vést lékaře k vykonávání nepotřebných zákroků zapříčiněných tlakem od neoblomných pacientů.
Psycholog Raymond Nickerson viní konfirmační zkreslení z neúčinných lékařských zákroků, které se po staletí používaly před příchodem medicíny založené na vědě. Pokud se pacient uzdravil, odborníci léčbu považovali za úspěšnou a nadále se nehledala žádná alternativní vysvětlení, například zda choroba už nedospěla konce svého přirozeného průběhu. V alternativní medicíně je zkreslená asimilace jedním z faktorů její moderní přitažlivosti. Její příznivci jsou ovlivněni anekdotickými důkazy a k důkazům vědeckým přistupují kriticky.
Na začátku 60. let minulého století vyvinul Aaron T. Beck kognitivní terapii, která se stala populárním přístupem. Podle Becka je zkreslené zpracovávání informací jedním z faktorů deprese. Jeho přístup učí lidi zpracovávat důkazy nezaujatě, místo aby selektivně posilovali negativní postoje. Bylo dokázáno, že také fobie a hypochondrie vykazují známky konfirmačního zkreslení u hrozivých informací.

### Politika, právo a policie
Nickerson argumentuje, že uvažování v soudních a politických kontextech je občas podvědomě zkreslené a upřednostňují se stanoviska, která soudci, porota či vláda předem zaujali. Důkazy při soudním procesu před porotou mohou být velmi smíšené a členové poroty často rozhodnou o verdiktu hned ze začátku procesu, a tak se opodstatněně očekává efekt polarizace postoje. V experimentech se simulovanými soudy se potvrdily predikce, že názory členů poroty se s příchodem nových důkazů stávají extrémnějšími. Inkviziční i obžalovací trestní řízení soudu jsou ovlivněné konfirmačním zkreslením.
Konfirmační zkreslení může být faktorem ve vytváření či prodlužování konfliktů, od emocionálních debat po války: tím, že si každá strana vyloží důkazy ve svůj prospěch, mohou nabýt přesvědčení, že jsou v silnější pozici. Konfirmační zkreslení může také způsobit opomíjení či nepochopení znaků hrozícího či začínajícího konfliktu. Psychologové Stuart Sutherland a Thomas Kida tvrdili, že admirál amerického námořnictva Husband E. Kimmel vykazoval známky konfirmačního zkreslení, když zlehčoval první známky japonského útoku na Pearl Harbor.
Dvacetiletá studie politických znalců od Philipa E. Tetlocka ukázala, že jejich předpovědi nebyly celkově lepší než náhoda. Tetlock rozdělil experty na „lišky“, které zastávaly různé hypotézy, a na „ježky“, kteří byli více dogmatičtí. Ježci byli obecně mnohem méně přesní. Tetlock jejich selhání odůvodnil konfirmačním zkreslením, přesněji jejich neschopností využívat nové informace, které vyvracely jejich stávající teorie.
V policejním vyšetřování může vyšetřovatel identifikovat podezřelého ze začátku vyšetřování a nadále vyhledávat podpůrné nebo potvrzující důkazy, zatímco opomíjí nebo zlehčuje falšování důkazů.

### Sociální psychologie
Sociální psychologové rozlišují dvě tendence, jak lidé hledají nebo vysvětlují informace o sobě samých. Sebeverifikace je snaha upevnit mínění o sobě samém, zatímco sebevyvyšování je úsilí získat pozitivní zpětnou vazbu. Obě jsou spojené s konfirmačním zkreslením. V experimentech, ve kterých lidé dostanou zpětnou vazbu, která je v rozporu s jejich vlastním míněním o sobě samých, mají lidé menší tendenci jí věnovat pozornost nebo si ji pamatovat, než když dostanou sebeverifikační zpětnou vazbu. Vliv takových informací sníží tím, že si je vyloží jako nespolehlivé. Podobné experimenty ukázaly preference pozitivní zpětné vazby nad negativní, a to i u lidí, kteří ji poskytují.

### Masové klamy
Konfirmační zkreslení může hrát klíčovou roli v šíření masových klamů. Jako příklad se často uvádí čarodějnické procesy.
Dalším příkladem je epidemie důlků na čelních sklech v Seattlu, při které byla neznámou příčinou poničena čelní skla. Jakmile se rozšířily zprávy o vlně poškozených čelních skel, čím dál více lidí si je kontrolovalo a zjišťovali, že měli skla také poškozená, a tak si tím potvrdili víru v údajnou epidemii. Čelní skla byla ovšem poškozena už dříve, ale škod si nikdo nevšímal, dokud se nezačala šířit tato mylná představa.

### Paranormální přesvědčení
Jeden z faktorů přitažlivosti věštění je to, že posluchači aplikují konfirmační zkreslení na výroky věštce, které sedí na jejich vlastní životy. Tím, že věštec na každém sezení pronese velké množství neurčitých výroků, dává posluchači šanci najít si v nich shodu. Je to jedna z technik chladného čtení, během kterého může věštec pronést subjektivně působivé čtení bez toho, aby o klientovi něco předem věděl. Vyšetřovatel James Randi porovnal přepis čtení a klientův zápis toho, co věštec řekl, a zjistil, že si klient převážně vybíral „zásahy“.
Jako ohromující příklad konfirmačního zkreslení z reálného světa zmiňuje Nickerson numerologickou pyramidologii: praktiku, která hledá význam v proporcích egyptských pyramid. Existuje mnoho měření délky, například Velké pyramidy v Gíze a mnoho možností, jak je kombinovat a ovlivnit. Tudíž je téměř nevyhnutelné, že lidé, kteří se na tyto čísla dívají selektivně, najdou povrchně působivé shody, například s rozměry Země.

### Náborové a výběrové řízení
Podvědomé kognitivní zkreslení (včetně konfirmačního zkreslení) v náborů zaměstnanců ovlivňuje přijímací rozhodování a může potenciálně zabránit rozmanitosti a začlenění na pracovišti. Existuje škála podvědomých zkreslení, která ovlivňují náborová rozhodnutí, ale konfirmační zkreslení je jedno z hlavních, především ve fázi pohovorů. Dotazovatel často vybere kandidáta, který utvrzuje jejich vlastní názory, i když další kandidáti mají stejnou nebo lepší kvalifikaci.

## Efekt zpětného rázu
Jedním z důsledků konfirmačního zkreslení je i efekt zpětného rázu (anglicky backfire effect), který způsobuje, že pokud jsme konfrontováni s důkazy, které jsou v konfliktu s našimi pohledy, máme tendenci držet se svých původních názorů ještě pevněji či je převést do ještě větších extrémů. Ve studii sledující dynamické procesy David Redlawsk (2002) zjistil, že subjekty, kterým byly předány negativní materiály na jimi preferovaného politického kandidáta, byly na konci experimentu ještě přesvědčenější o jeho podpoře.
Efekt pozorovali také Gollust, Lantz a Ubel (2009), když experimentálně ověřili, že oproti kontrolní skupině ti republikáni, kterým byl poskytnut podklad připisující převahu (prevalenci) diabetu 2. typu podmínkám v sousedství (úroveň sociálního zabezpečení), méně častěji podporovali politická opatření v oblasti veřejného zdraví zaměřená na sociální faktory (determinanty) zdraví (sociální pomoc).